# Vuurtoren van Le Portel

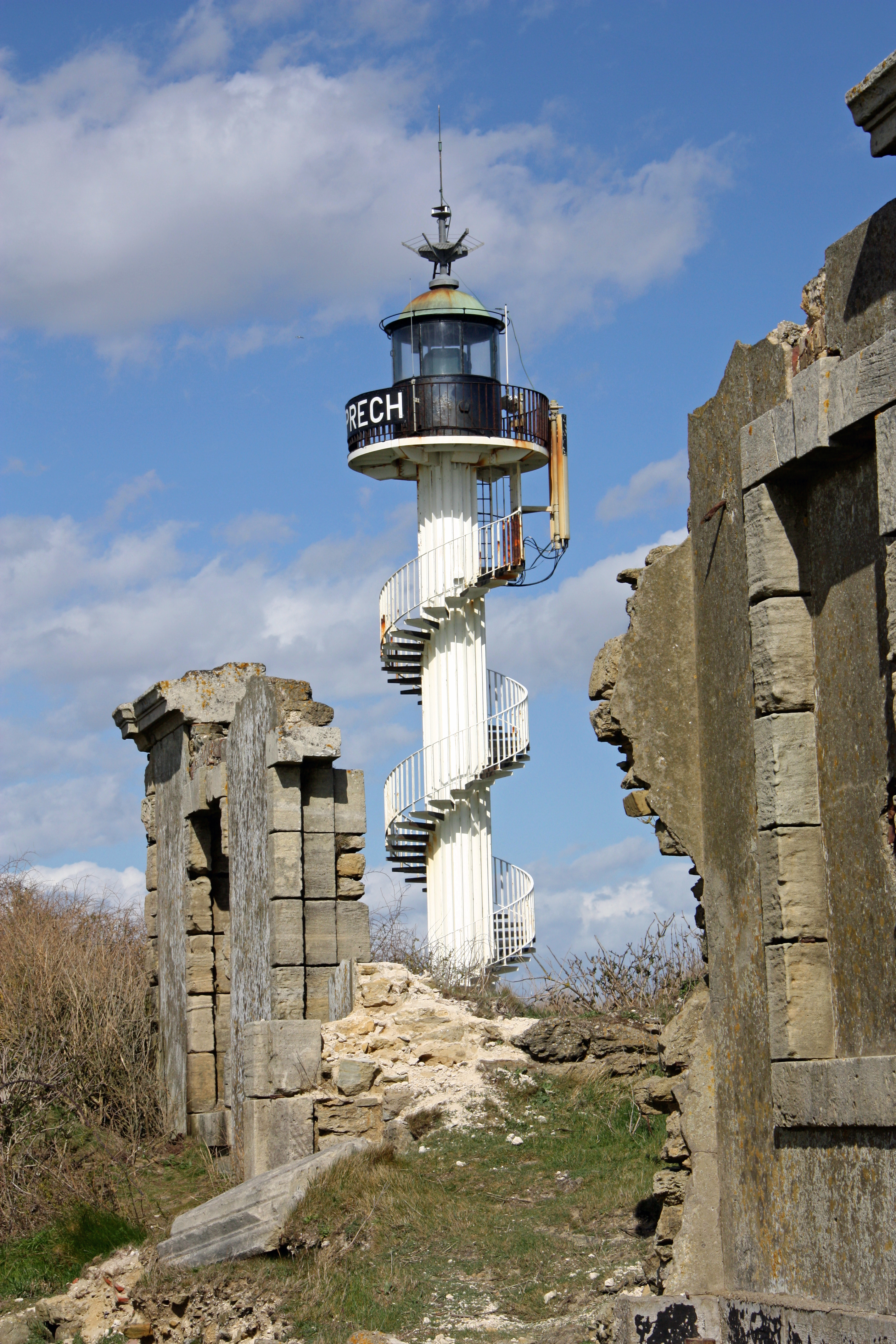
Vuurtoren van Le Portel

De Vuurtoren van Le Portel (Phare du Portel of Phare d'Alprech) is een vuurtoren in de tot het departement Pas-de-Calais behorende plaats Le Portel.
Het betreft een metalen toren van 17 meter hoog die in 1962 werd gebouwd en een uitwendige trap bezit. De toren is volledig geautomatiseerd. In 2010 werd hij geklasseerd als monument historique.